# Longare
Longare ist eine nordostitalienische Gemeinde (comune) mit 5480 Einwohnern (Stand: 31. Dezember 2023) in der Provinz Vicenza in Venetien. Nahe Longare befindet sich die US-amerikanische Militärbasis Site Pluto. Hier werden Atomwaffen gelagert. Ortsteile (frazioni) sind Bugano, Costozza, Lumignano und Secula.

## Geographie
Durch die Gemeinde führt die frühere Strada statale 247 Rivieravon Vicenza nach Este. Die Gemeinde liegt etwa neun Kilometer südöstlich von Vicenza am Bacchiglione. Nachbargemeinden sind Arcugnano, Castegnero, Grumolo delle Abbadesse, Montegalda, Montegaldella, Torri di Quartesolo und Vicenza.

## Persönlichkeiten
- Gelindo Bordin (* 1959), Olympiasieger im Marathonlauf (Seoul, 1988)